# Monaster św. Eliasza w Uhrusku
Monaster św. Eliasza – prawosławny męski klasztor w Uhrusku, istniejący od ok. 1230 do 1259.
Monaster został ufundowany przez księcia halickiego Daniela ok. 1230 w związku z utworzeniem w 1223 prawosławnego biskupstwa z siedzibą w Uhrusku. Według innego źródła monaster w Uhrusku działał już w 1207. W 1240 siedziba eparchii została przeniesiona z Uhruska do Chełma, nie pociągnęło to jednak za sobą przeniesienia także klasztoru.
Wspólnota przetrwała do najazdu tatarskiego w 1259. Została wówczas zniszczona i nigdy nie doszło do jej reaktywacji.